# Otto Authén
Otto Authén, né le 1er novembre 1886 à Oslo et mort le 7 juillet 1971 dans la même ville, est un gymnaste norvégien.

## Biographie
Otto Authén est né à Oslo. Il est le fils d'Olai Frantsen Authén et d'Anna Christine Schanche. Il se marie avec Borghild Bønsnæs et il est le père de Grethe Authén Blom (no).
En 1908, il remporte la médaille d'argent au  Concours par équipes de gymnastique artistique masculine. En tant que skieur, il a participé à de nombreuses reprises au Festival de ski d'Holmenkollen.

## Résultats

### Jeux olympiques d'été
| Épreuve / Édition | Épreuve / Édition | Londres 1908 |
| ----------------- | ----------------- | ------------ |
| Gymnastique       | Par équipes       | Argent       |